# (15732) Vitusbering
(15732) Vitusbering ist ein Asteroid des Hauptgürtels, der am 15. November 1990 von Eric Walter Elst an der Europäischen Südsternwarte entdeckt wurde.
Benannt wurde er zu Ehren des dänischen Entdeckers Vitus Bering, der in russischen Diensten die Durchfahrt zwischen Europa und Amerika (Beringstraße) erkundete.